# NHK Taiga Drama: Taiheiki
NHK Taiga Drama: Taiheiki (NHK大河ドラマ 太平記) est un jeu vidéo de stratégie développé par Sega sorti en 1991 sur Mega Drive. Le jeu a été adapté sur PC-Engine en 1992.
Il s'agit d'une adaptation de la série télévisée historique japonaise Taiheiki (en).

## Accueil
- Famitsu : 20/40[1]